# Цесарская, Эмма Владимировна
Эмма Владимировна Цесарская (3 июня 1909 — 28 февраля 1990) — советская актриса. Заслуженная артистка РСФСР (1935).

## Биография
Родилась 3 июня 1909 года в Екатеринославе (Российская империя) в еврейской семье. Родители: Владимир Яковлевич Цесарский, инженер, и Софья Эммануиловна. С детства Эмма мечтала стать пианисткой. В 16 лет приехала в Москву и, по совету родственников, поступила в киношколу Бориса Чайковского, второразрядного режиссёра, но крепкого ремесленника-педагога, выучившего таких звёзд, как Николай Кутузов и Раиса Есипова. Закончила она её в 1928 году.
Через два года после начала учёбы в школе она с другими студентами попала на кинофабрику «Совкино» для участия в массовках. Увидев фотопробы девушки в облике свахи, режиссёры О. Преображенская и И. Правов, восхищённые её красотой, пригласили дебютантку на главную роль Василисы в фильме «Бабы рязанские» (1927). Эта первая роль в кино принесла 18-летней актрисе известность.
- В 1930 году снялась в роли Аксиньи в экранизации романа М. Шолохова «Тихий Дон» (тогда ещё немой фильм, однако в 1933 году его озвучили). Картина делалась при участии германской кинофирмы «Дерусса», которая поставила условие, чтобы Аксинью играла только Цесарская. На эту роль актриса была утверждена без проб за девять месяцев до начала съёмок. После выхода картины для миллионов зрителей не было сомнений, что Эмма Цесарская настоящая донская казачка, пришедшая на экран из самой жизни. С лика Цесарской писал свою Аксинью художник Орест Верейский[2], иллюстрировавший роман Михаила Шолохова.
- В 1934-м кинопродюсеры трёх стран — Германии, Франции и Англии — официально пригласили Эмму Цесарскую на роль Грушеньки в совместной постановке романа Ф. Достоевского «Братья Карамазовы».
- В 1935 году Э. В. Цесарской присвоено звание «Заслуженный артист РСФСР».
- В марте 1937 её муж, работник среднего управленческого звена НКВД капитан госбезопасности Макс Осипович Станиславский, в процессе внутренних чисток НКВД был арестован по обвинению в «шпионаже» и в июне того же года расстрелян[3]. После ареста мужа всё имущество семьи было конфисковано, а Цесарскую с годовалым сыном выселили из квартиры в дощатый барак на окраине Москвы. Ветхое сооружение лагерного типа было набито жёнами репрессированных ответственных работников. Вскоре мать и брат забрали Цесарскую с сыном в квартиру на Средне-Кисловском переулке. Из кино Цесарская была фактически изгнана. Ей даже не позволили завершить работу над ролью в фильме «Дочь Родины», хотя она снялась почти во всех сценах картины. Вместо Цесарской взяли другую актрису.

- В августе 1938 года Цесарская по совету Шолохова, который покровительствовал ей после «Тихого Дона», написала письмо В. М. Молотову. Её принял новый председатель Комитета по делам кинематографии при СНК СССР С. С. Дукельский, после чего Эмме Цесарской разрешили сниматься в кино в небольших эпизодических ролях.

С 1944 по 1963 год работала в Центральной студии киноактёра, где сыграла ряд драматических ролей.
Умерла 28 февраля 1990 года, похоронена на Донском кладбище (1 участок) города Москвы .

## Фильмография
- 1927 — Бабы рязанские — Василиса
- 1928 — Светлый город — Тоня
- 1929 — Её путь — Прасковья
- 1930 — Иуда — Настя
- 1931 — Две матери — Вера, жена Андрея
- 1931 — Тихий Дон — Аксинья
- 1933 — Одна радость — Евгения Яковлевна
- 1933 — Изменник родины — крестьянка
- 1934 — Восстание рыбаков — жена Неера
- 1935 — Любовь и ненависть — Василиса
- 1935 — Вражьи тропы — Фешка
- 1939 — Девушка с характером — Катерина Иванова, жена командира
- 1940 — Бабы — Ольга
- 1940 — Шуми городок — Арина Тимофеевна
- 1941 — Богдан Хмельницкий — шинкарка
- 1946 — Освобождённая земля — Надежда Васильевна Притуляк, председатель колхоза "Возрождение"
- 1952 — Майская ночь — Свояченица
- 1958 — Тревожная ночь — Аксинья
- 1959 — На диком бреге Иртыша — Лаврова
- 1960 — Из Лебяжьего сообщают — буфетчица
- 1961 — Нахалёнок — попадья
- 1962 — Високосный год — Надежда Борташевич
- 1964 — Когда казаки плачут — Дарья
- 1965 — Спящий лев — Анна Ивановна, буфетчица